# Val Bedretto
Das Val Bedretto (deutsch: Bedrettotal, veraltet Bedrett, Bedretttal, Runkertal) ist ein Tal im Kanton Tessin in der Schweiz.

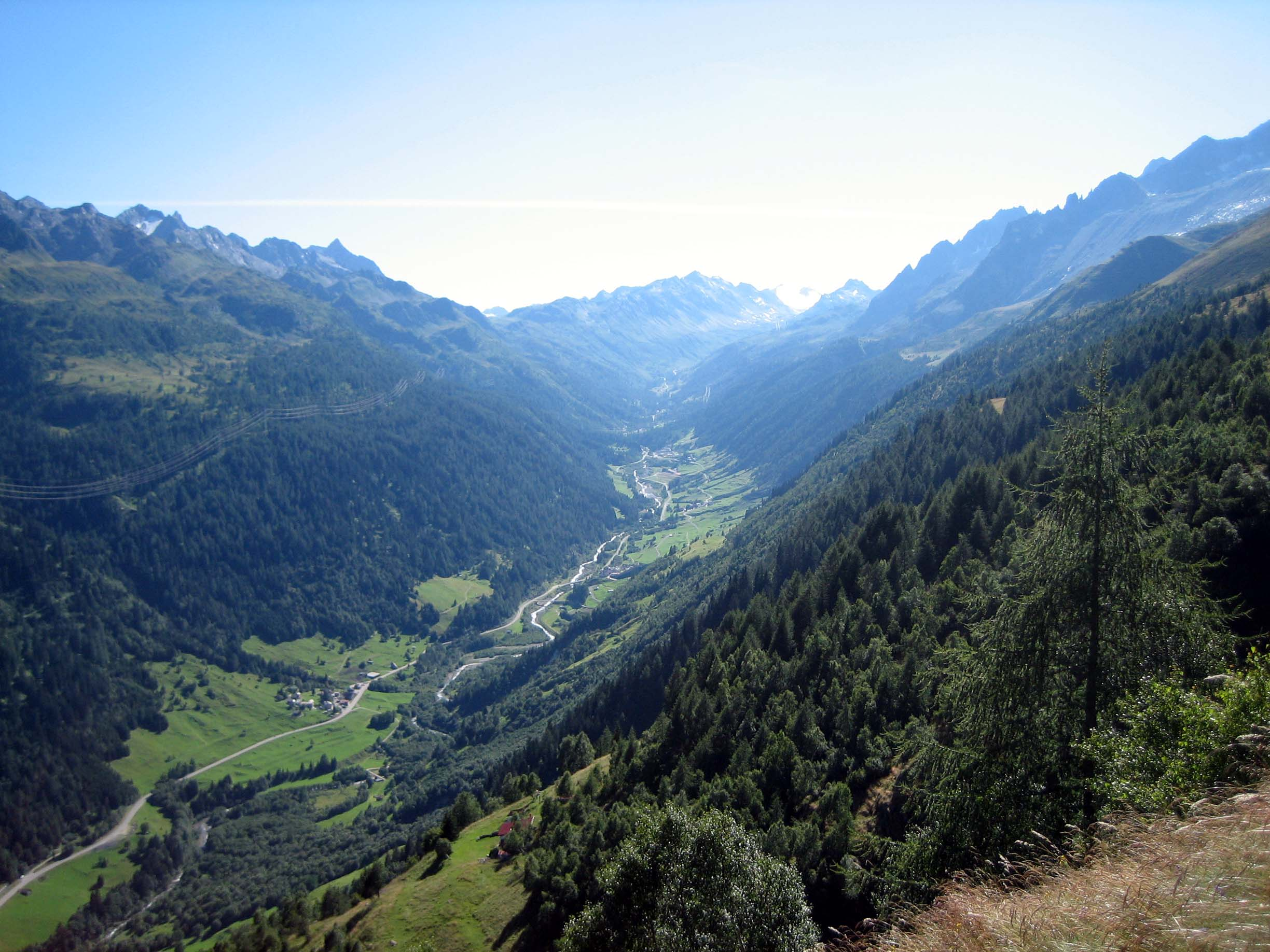
Val Bedretto in Richtung Nufenenpass

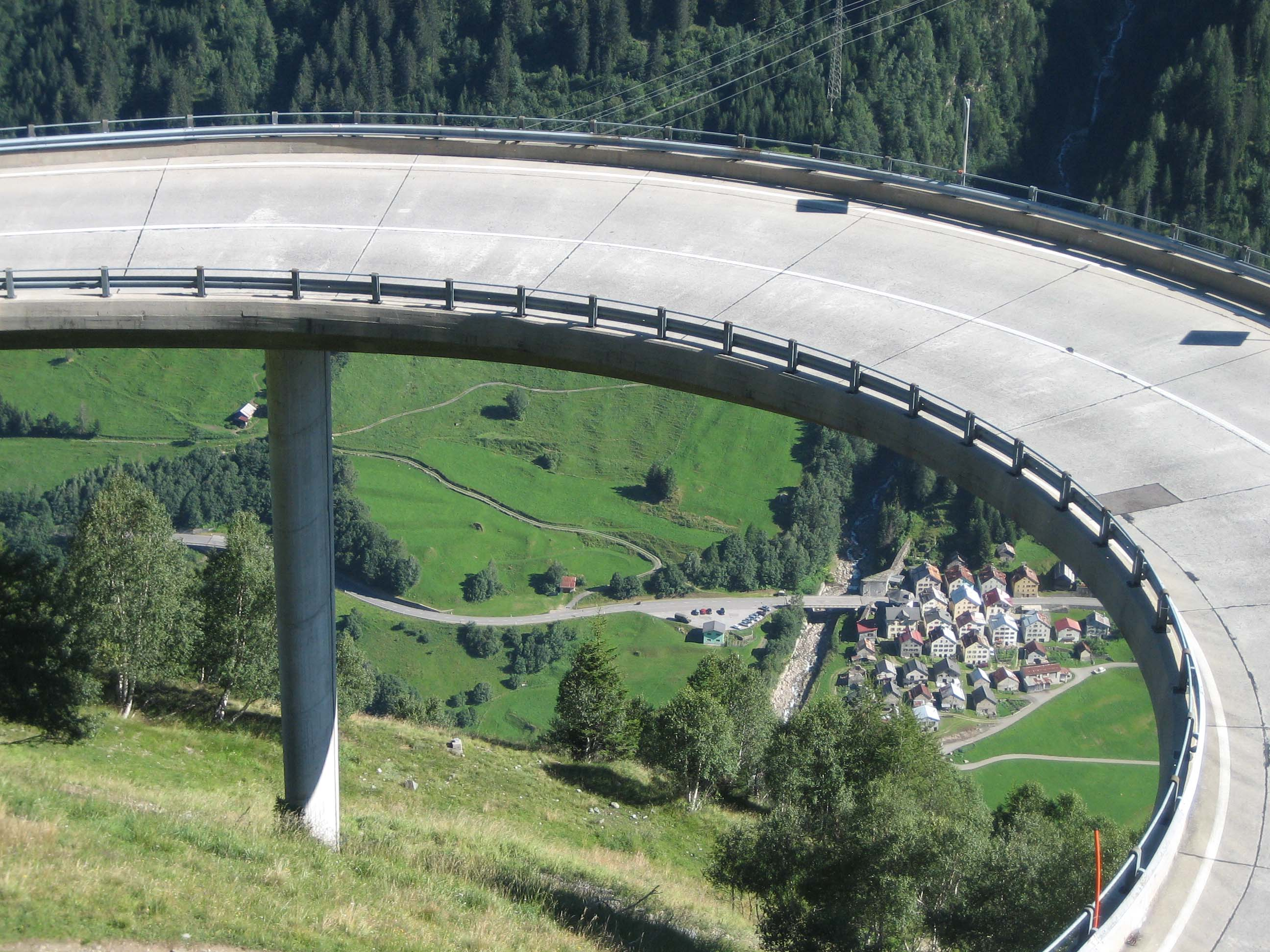
Blick durch die Hauptstrasse 2 auf Fontana

## Geographie
Im Val Bedretto liegt der Oberlauf des Flusses Ticino, der von den beiden Talflanken zahlreiche Bergbäche aufnimmt, so den Riale di San Giacomo, den Riale di Bedretto, den Ri di Cristallina und den Foss, der vom Gotthardpass herabfliesst. Das Tal erstreckt sich vom Nufenenpass bis nach Airolo. Es bildet den obersten Abschnitt des Valle Leventina.
Auf der Nordseite trennt die westliche Bergkette des Gotthardmassivs mit dem Pizzo Gallina, dem Chüebodenhorn, dem Pizzo Rotondo, dem Witenwasserenstock und dem Pizzo Lucendro das Bedrettotal vom Urserental. Auf der Südseite des Bedrettotals liegen die Berge der Tessiner Alpen mit dem Pizzo San Giacomo und dem Cristallina (nicht zu verwechseln mit dem Piz Cristallina in den Adula-Alpen).
Über den Nufenenpass gelangt man in den benachbarten Kanton Wallis, während alte Saumwege über den San-Giacomo-Pass und den Cornopass-Griespass ins italienische Val Formazza (Pomatt) führen. Fusswege überqueren die Bergmassive nördlich und südlich des Tales. Als regionale Verbindungen und heute als Wanderrouten sind der Cristallinapass, der Naretpass, der Cavannapass und der Lucendropass zu erwähnen.
Der grösste Teil des Tals gehört zur gleichnamigen Gemeinde Bedretto, zu welcher die Ortschaften Ronco, Bedretto, Villa Bedretto und Ossasco zählen. Das erste Dorf im Tal, Fontana, liegt auf dem Gebiet der politischen Gemeinde Airolo. Die höchstgelegene Ortschaft im Tal, All’Acqua, war früher der Ausgangspunkt der Wege über den Nufenenpass und den San Giacomo und war Standort eines Hospizes.
Im Val Bedretto gehen im Winter oft grosse Lawinen nieder, was dazu führt, dass das Tal gelegentlich von der Aussenwelt abgeschnitten wird.

## Bevölkerung
Das Bedrettotal war wirtschaftlich gesehen traditionell durch die Vieh- und Milchwirtschaft geprägt. Auf beiden Seiten des Tales liegen zahlreiche Alpbetriebe. Wegen der hohen Lage der Dörfer waren die Erträge aus dem Kartoffel- und Roggenanbau bescheiden. Aus diesem Grund waren die Einwohner des Tales oft gezwungen, als Saisonniers ins Ausland arbeiten zu gehen.
Im 20. Jahrhundert, insbesondere nach dem Zweiten Weltkrieg, entvölkerte sich das Tal stark. Das Projekt einer Eisenbahnverbindung in Zusammenhang mit dem Furka-Basistunnel, mit dem so genannten Bedretto-Fenster, hätte womöglich einen Aufschwung bringen können, scheiterte jedoch in der politischen Diskussion. Heute zählt die Gemeinde Bedretto nur noch knapp 70 Einwohner. Während der Sommermonate kommen zahlreiche Feriengäste in das Tal.

## Sprache
Die Bevölkerung des Bedrettotals spricht traditionell einen alpinlombardischen Dialekt.

## Dörfer im Bedrettotal, talaufwärts

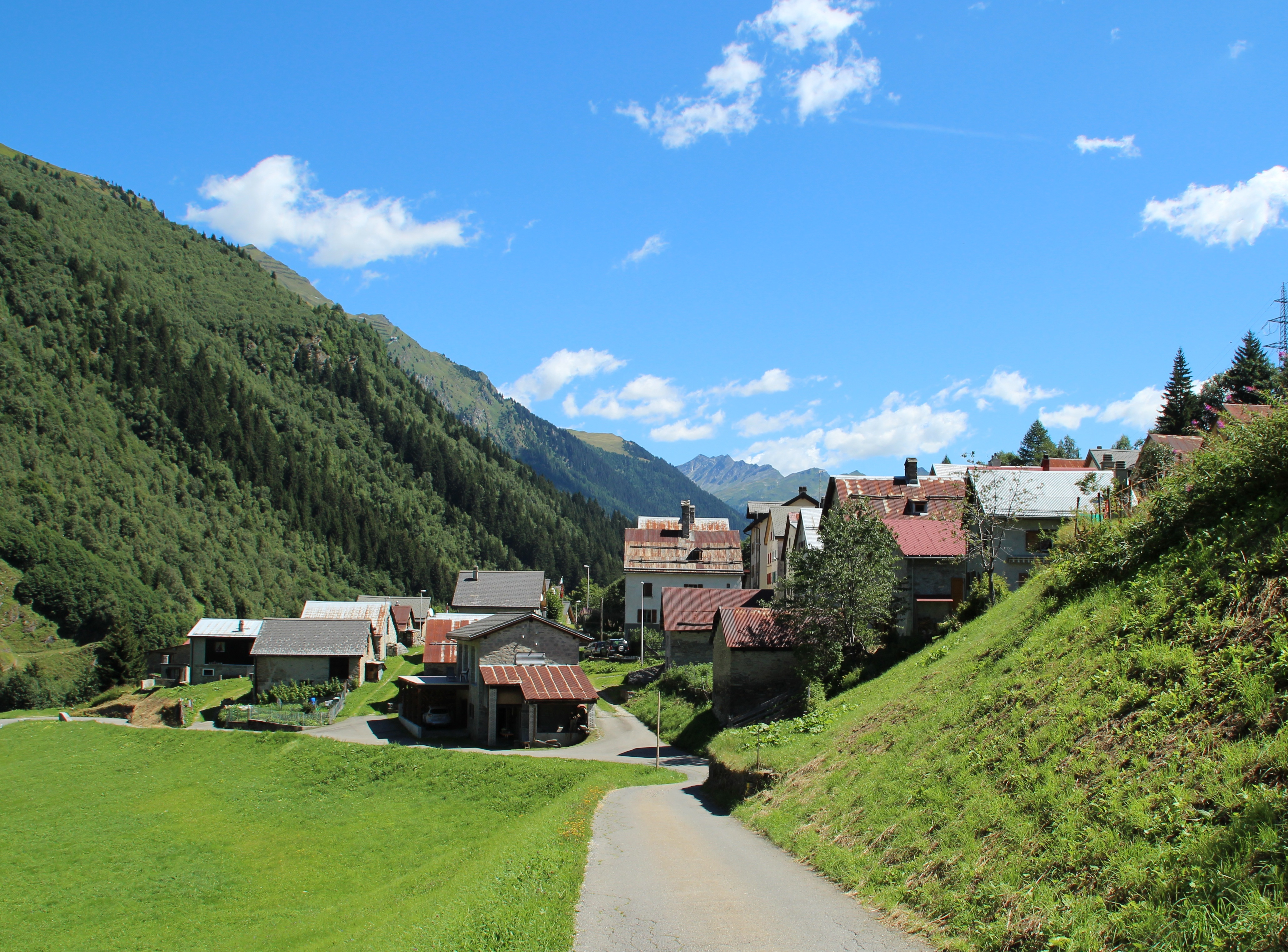
Fontana
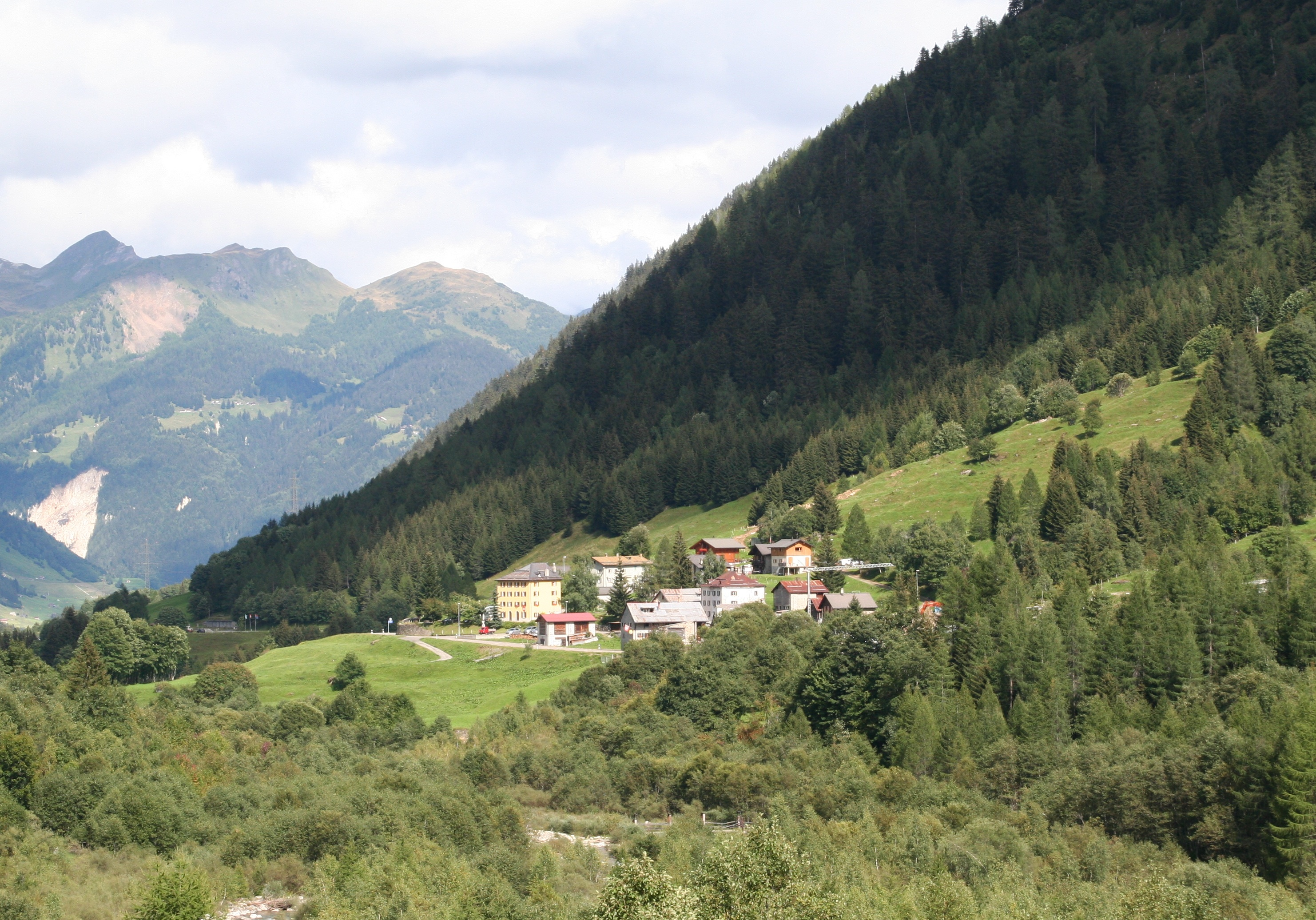
Ossasco
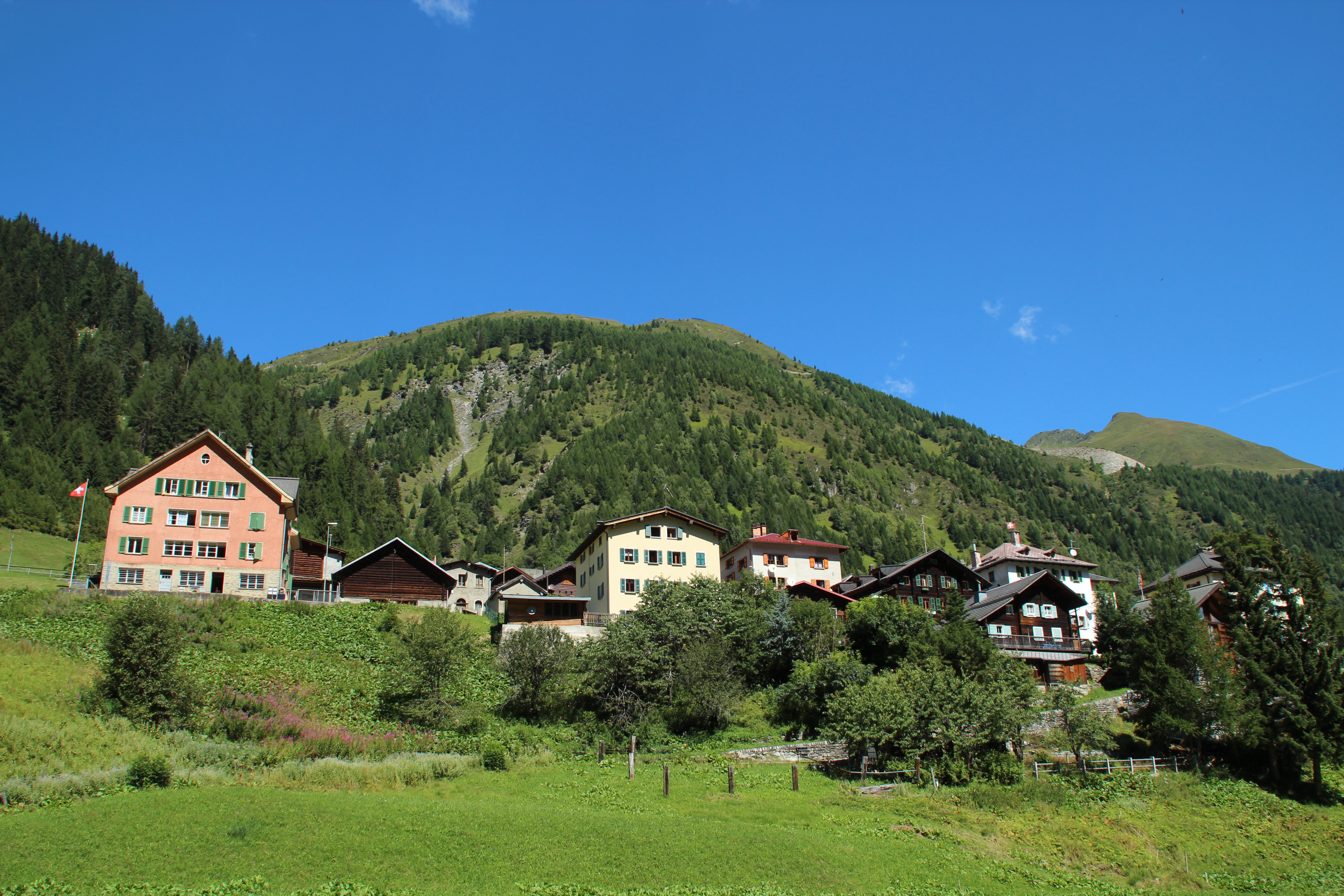
Villa
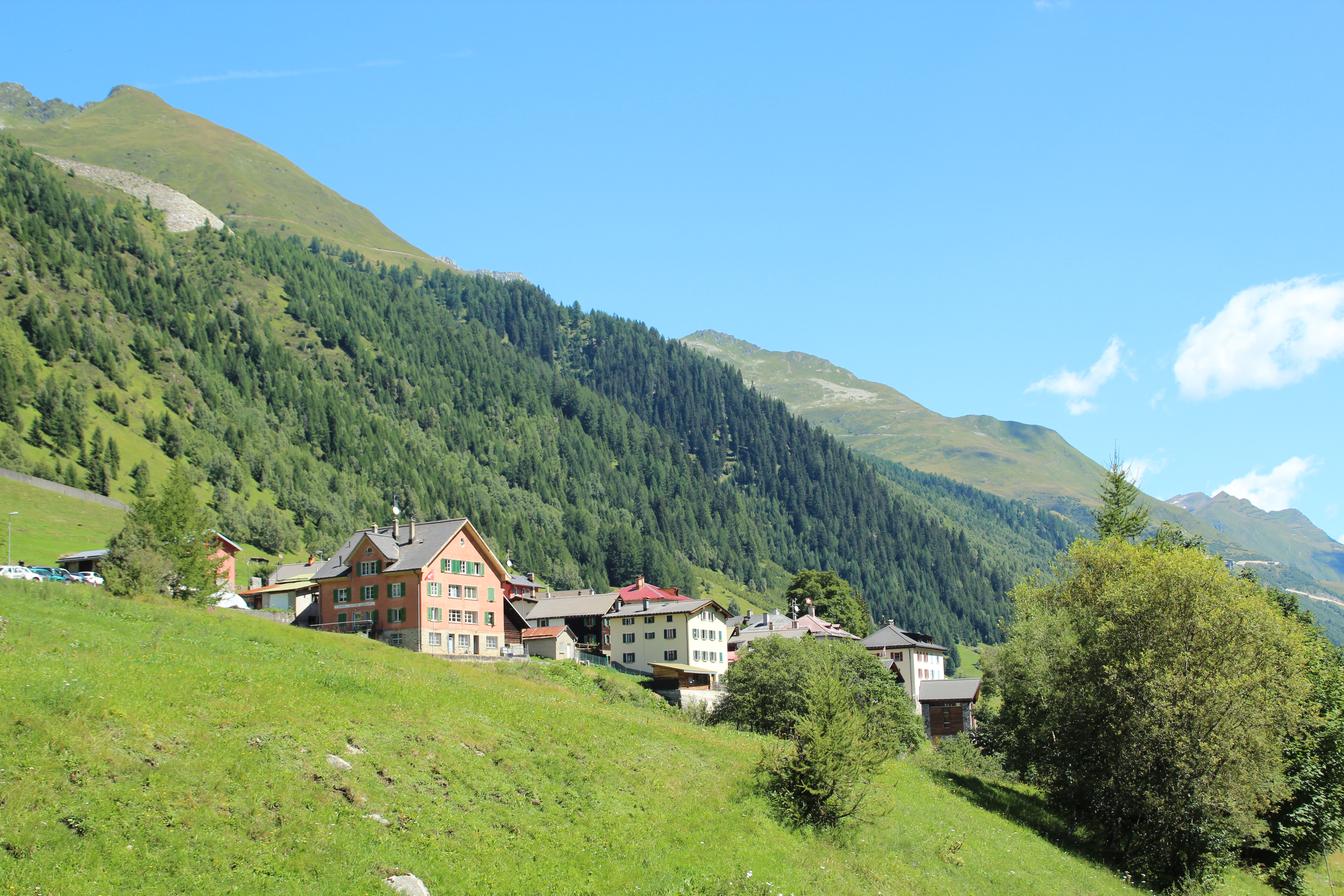
Bedretto
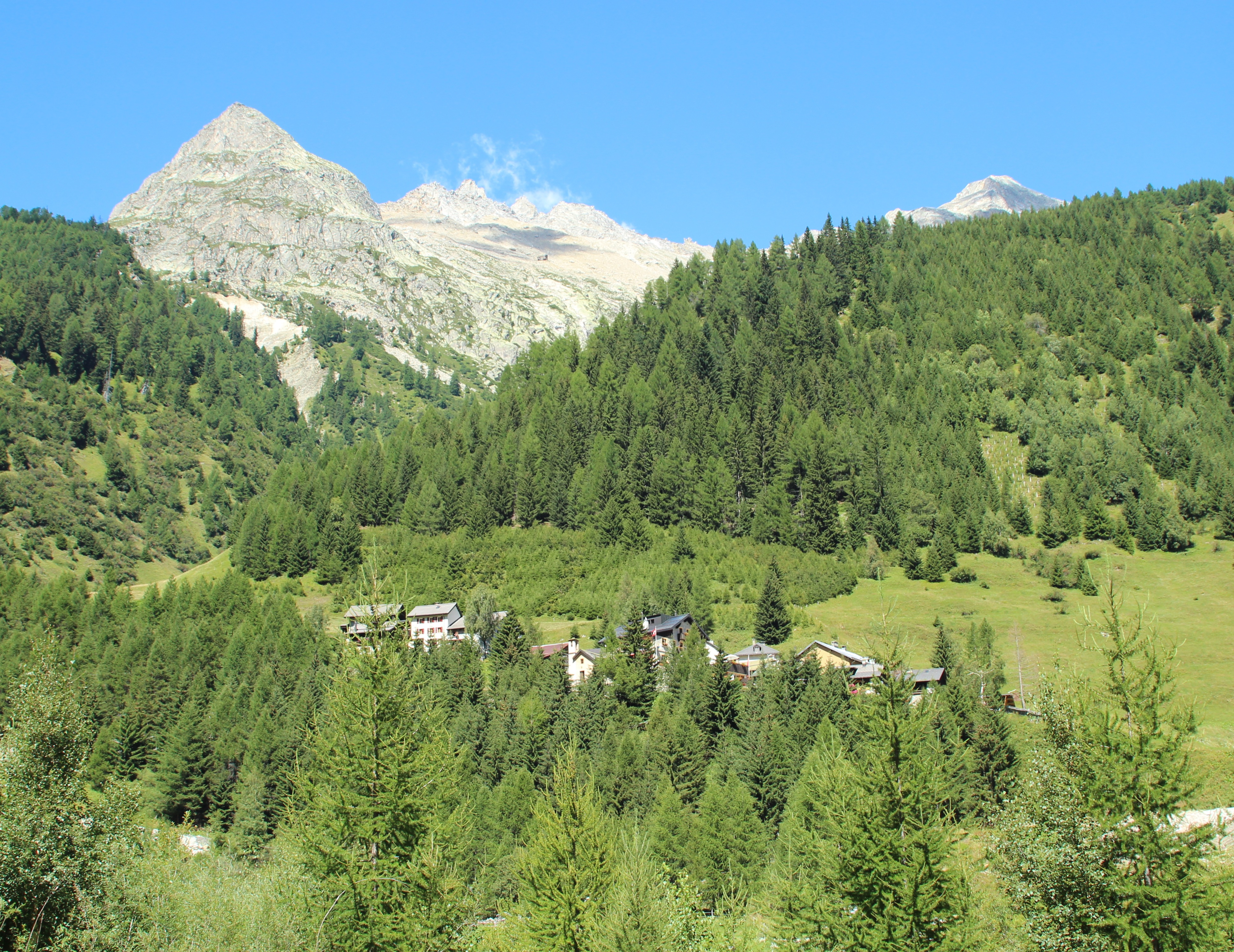
Ronco

## Berghütten

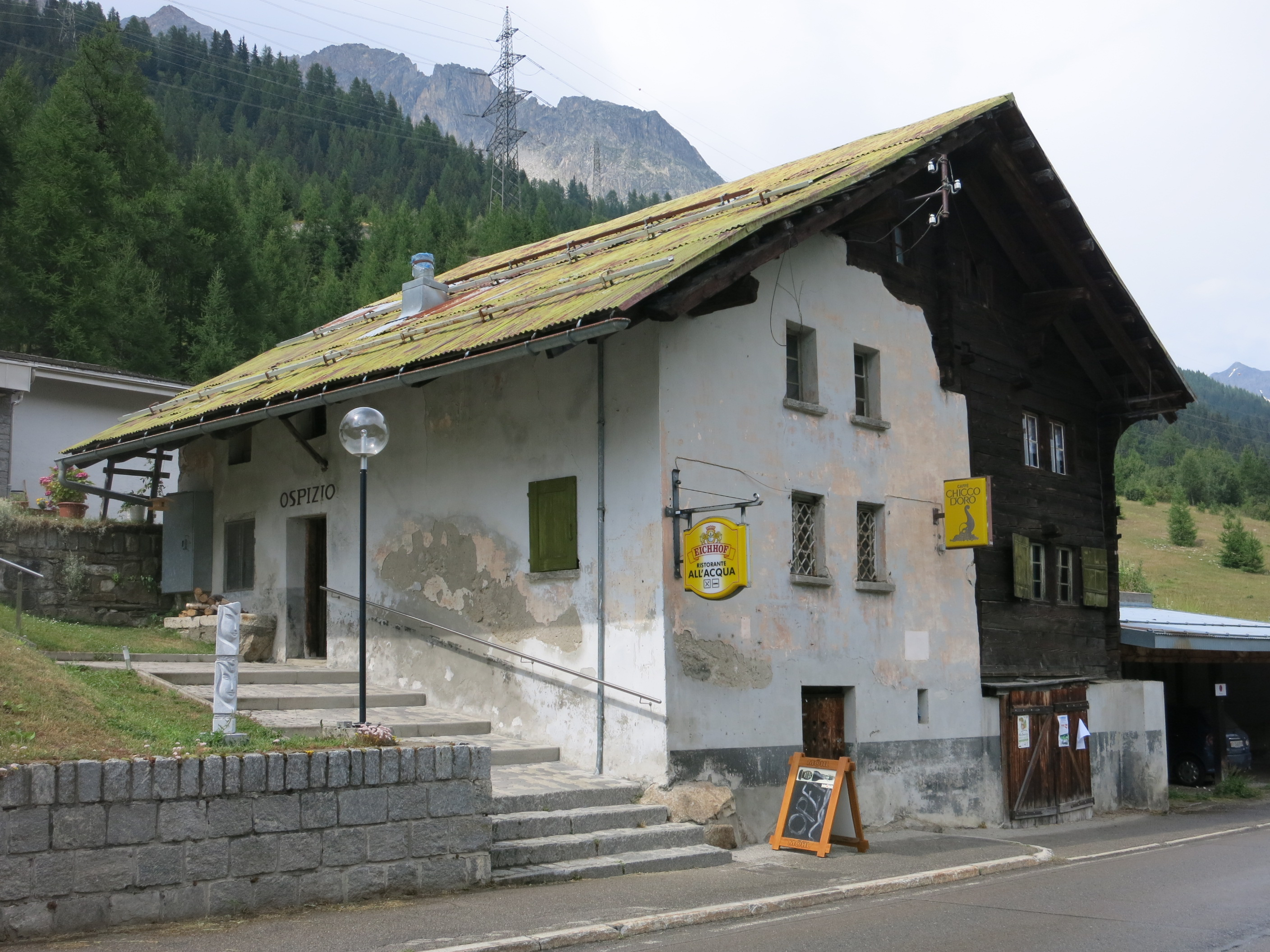
All’Acqua
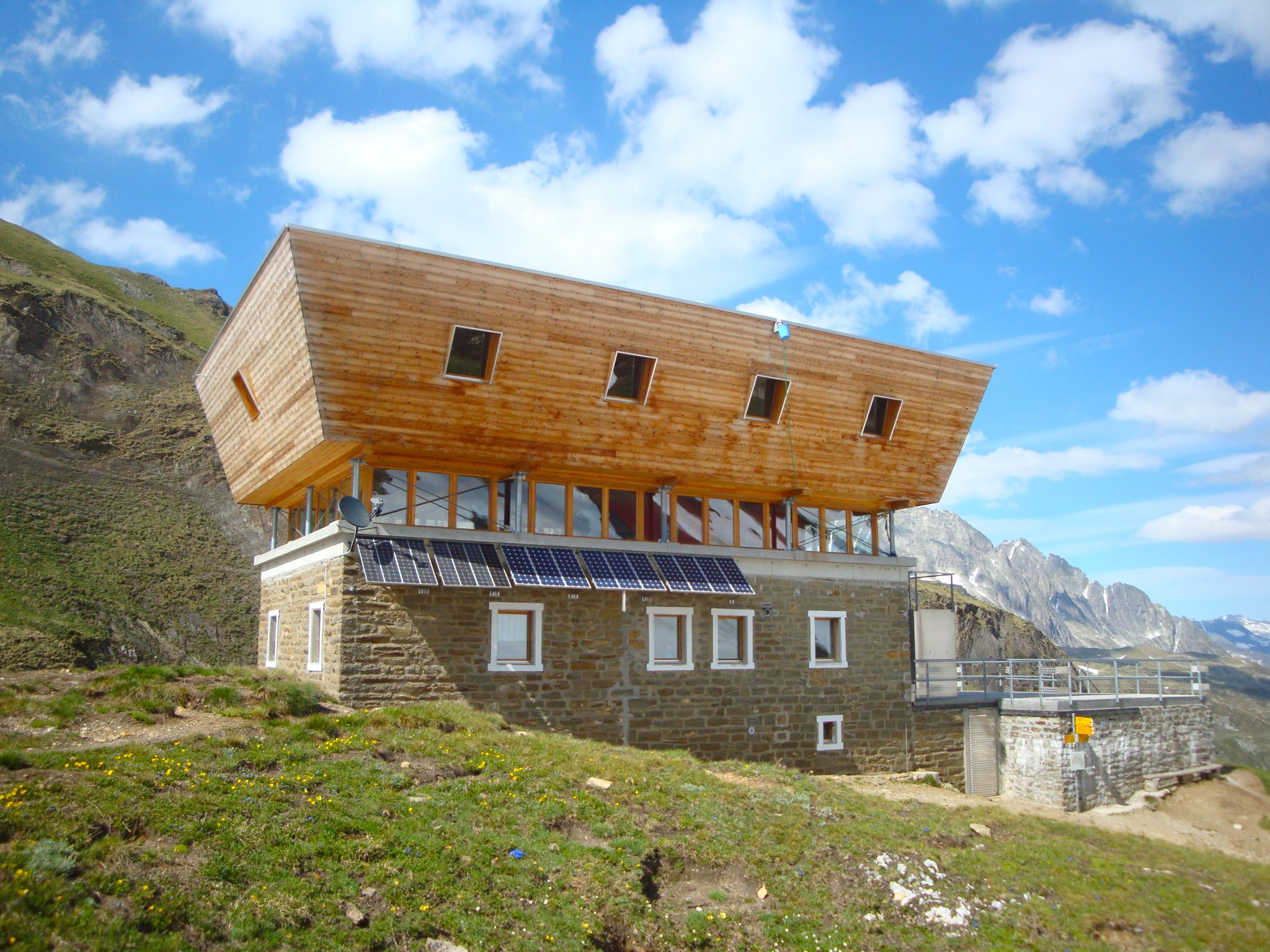
SAC-Hütte Corno-Gries
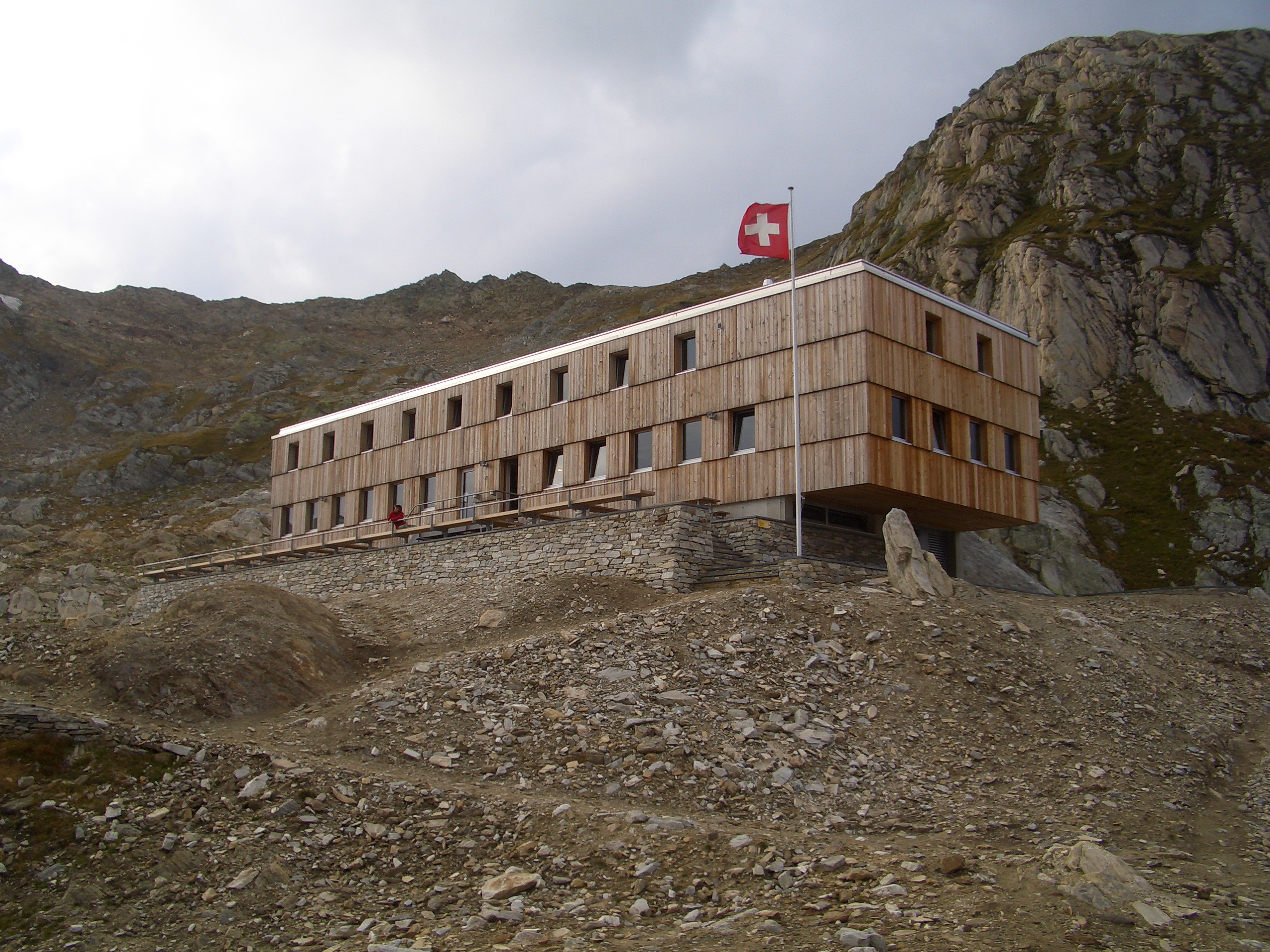
Cristallina-Hütte
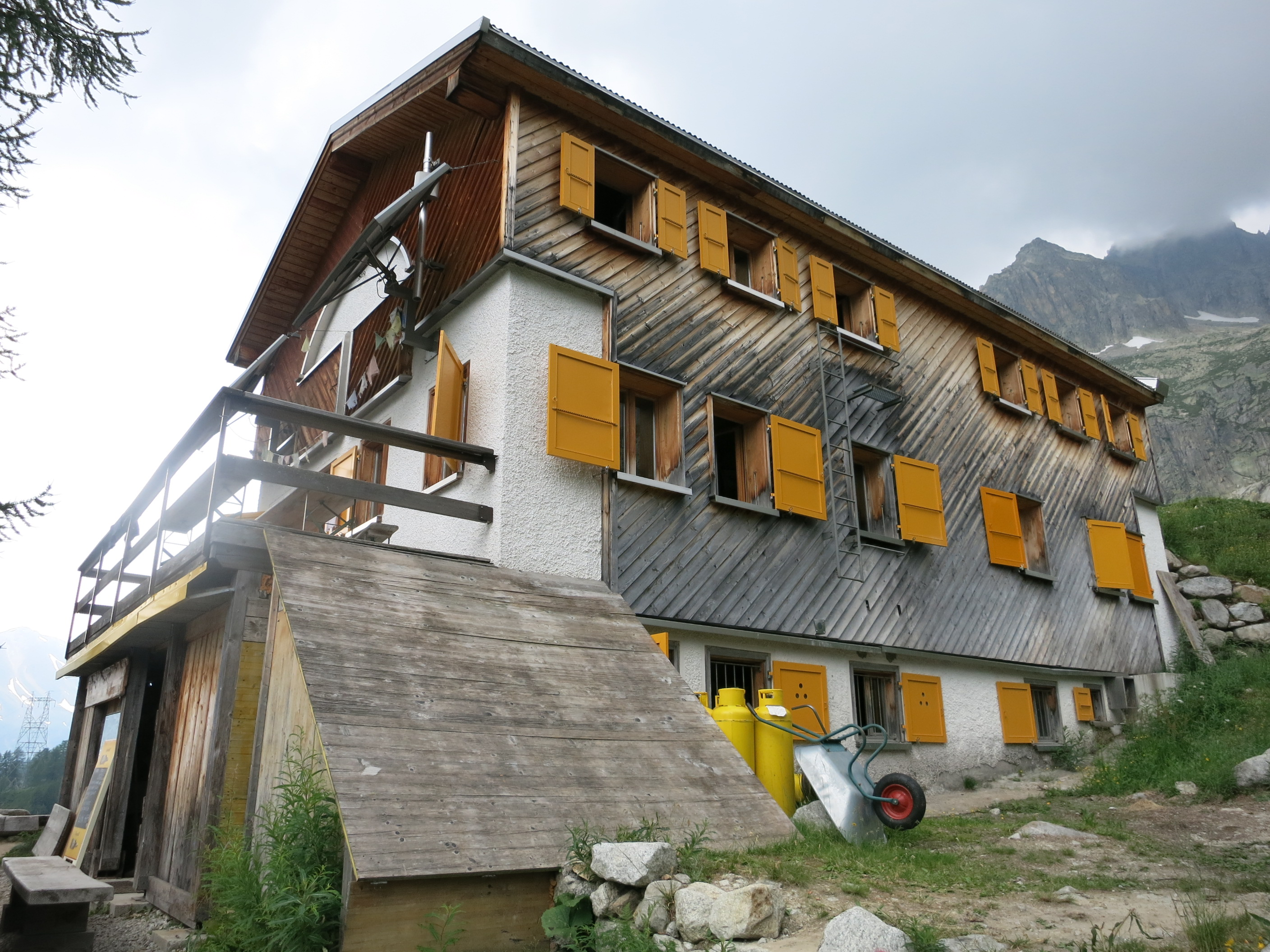
Piansecco-Hütte